# 하트퍼드 회의
하트퍼드 회의(Hartford Convention)에서는 의회에서 노예주에 권력을 더 부여하는 3/5 타협의 제거와 의회에서 새로운 주 가맹, 선전포고, 무역 제한법에 대해 2/3를 요구하는 것에 대해 논의했다. 연방주의자들은 또한 루이지애나 매입과 1807년 통상금지법에 대한 그들의 불만을 논의했다. 그러나 회의 개최 몇 주후, 뉴올리언스에서 앤드루 잭슨 소장의 압도적인 승리 소식이 북동부를 휩쓸었으며, 이것은 연방주의자들에 대한 불신과 불명예를 초래하여 정국을 주도하는 주요 정당으로서의 위치를 상실하게 되었다.

## 배경

### 영국과 프랑스와의 관계
조지 워싱턴과 존 애덤스 두 대통령의 정권 아래에서는 영국과 활발한 무역이 계속되고 있었지만, 프랑스는 선전 포고없는 전쟁 상태에 있었다. 나폴레옹 전쟁이 재개되고 토머스 제퍼슨이 대통령에 취임하자 양국 관계는 악화되었다. 제퍼슨의 목표는 미국에 영국이 부가하는 무역 규제를 철폐하여 자유 무역을 확대하는 것이었다. 그러나 영국은 미국의 청을 들어주는 대신에 1807년 공정거래금지법과 1809년의 통상정지법과 같은 해외 무역을 규제하는 정책을 채택했다. 이러한 정책은 미국 북동부의 상인과 해운업자에게는 대단히 분노를 사는 정책이었다. 제퍼슨의 후계자 제임스 매디슨 대통령은 민주공화당이 의회를 장악하고 있는 상황에서 제퍼슨의 정책을 계승하였다.
한차례 세력이 쇠퇴했던 연방당은 특히 뉴잉글랜드에서 세력을 회복했으며, 뉴욕 주에서는 부지사 드윗 클린턴과 협력하여 1812년 미국 대통령 선거에서 클린턴을 지지했다.

### 미영 전쟁 반대
매디슨이 1812년 대선에서 재선되면서 뉴잉글랜드의 반발이 강해졌다. 1813년 후반 매디슨은 제퍼슨이 승인한 것보다 더 규제가 강한 통상금지법을 서명하여 통과시켰다. 이것은 미국의 항구 간의 교역(해안 교역) 모두와 항만 외부에서 고기잡이까지도 금지하는 것이었다. 1814년 여름, 나폴레옹 전쟁이 끝나고, 영국은 잉여 전력을 북미로 돌려 실질적으로 미국의 동부 해안 전체의 해상 봉쇄를 단행했다. 7월에는 메인 지구(당시는 매사추세츠의 일부였던)가 점령되고 8월에는 백악관과 수도가 방화를 당했으며, 9월에는 영국군이 메인에서 더 전진하면서, 뉴욕의 샹플레인 호수 지역을 위협했다. 이어 보스턴에 대한 해군의 습격도 예측되었다. 세계의 다른 지역과의 자유 무역이 사실상 불가능하게 되었기 때문에 수많은 국민들이 일자리를 잃고 8월경에는 은행도 지불을 중지했다. 연방 정부는 파산으로 치닫고 있었다.
뉴잉글랜드 각주의 주지사는 연방 정부의 전쟁 수행 노력에 대한 최소한의 지원을 보내는 정책을 실행했다. 뉴햄프셔의 존 테일러 길먼 주지사를 제외하고 주 민병대 출동 요청의 대부분을 거부했다. 뉴잉글랜드 주민은 영국의 공격으로 해안 지역을 보호하기 위하여 필요로 하는 민병대를 조직할 수 밖에 없었고, 민병대는 뉴잉글랜드 이외의 지역에 배속되고, 정규군 아래에 배치되는 것을 주저했다. 윈필드 스콧 장군은 전후, 뉴잉글랜드에서 정규군에 임관할 때, 매디슨이 연방당원을 무시하는 정책을 취한 것을 비난했다. 연방당은 당시 뉴잉글랜드의 가장 교양있는 계층이었다.
매사추세츠는 반전 정서가 강해서 민주공화당 주지사 후보인 새뮤얼 덱스터조차 당의 상업적 정책을 반대했다. 연방당은 1814년 선거에서 대승을 거두면서 케일럽 스트롱을 주지사로 복귀시켜 주의회 하원은 360석을 획득하여 민주공화당 156석을 압도했다. 9월 케일럽 지사는 메인 지구를 되찾기 위해 요청된 5,000명의 부대를 파병해 달라는 요청을 거부했다.
매사추세츠와 코네티컷이 국방부의 명령에 반하여 민병대를 파병하지 않았기 때문에, 매디슨은 그 유지 비용의 지불을 거부했다. 그 결과, 비평가들은 매디슨이 공동의 적에 대해 뉴잉글랜드를 포기했다는 비판을 받았다. 매사추세츠 주의회는 주 병력 10,000명의 유지를 위해 100만 달러를 충당했다. 이 시책을 제안했던 해리슨 그레이 오티스가 동부 주들에게 하트 포드에서 회의를 개최하도록 제안했다. 이것은 1804년 초에 중앙 정부가 강하게 압박을 가해 오는 경우에는 연방에서 탈퇴해야한다고 주장하는 일부 연방당원이 있었다.
1814년 9월 하순 매디슨은 의회에 징병제 법안의 통과를 촉구했다. 이것이 하트포드 회의를 개최하게 만든 원인 중 하나가 되지 않았다고 해도, 연방당은 이 시도를 민주공화당이 전국에 군사 독재를 하려는 의도가 있는 증거라고 간주했다. 뉴욕의 토마스 그로스베너는 민주공화당 행정부가 나라를 “수비를 해제하고, 알몸으로 피바다 속에 수영하고 있는 것”으로 간주했다.

## 참고 자료
- Lyman, Theodore, A short account of the Hartford Convention: taken from official documents, and addressed to the fair minded and the well disposed; To which is added an attested copy of the secret journal of that body. Boston: O. Everett, 1823. Google Books accessed 1-29-2012 at
- Adams, James Truslow. New England in the Republic, 1776-1850 (1926)
- Banner, James M., Jr. "A Shadow Of Secession? The Hartford Convention, 1814." History Today 1988 38(Sep): 24-30. ISSN 0018-2753 Fulltext online at Ebsco; short summary
- Banner, James M. Jr. To the Hartford Convention: The Federalists and the Origins of Party Politics in Massachusetts, 1789-1815 (1970).
- Buel, Richard Jr. America on the Brink: How the Political Struggle over the War of 1812 Almost Destroyed the Young Republic. (2005) ISBN 1-4039-6238-3.
- Buckley, William Edward. The Hartford Convention. Yale University Press (1934)
- Hickey, Donald R. The War of 1812: A Forgotten Conflict. (1995) ISBN 978-0-252-06059-8 {{isbn}}의 변수 오류: 유효하지 않은 ISBN. .
- Lalor, John J. (ed.) Cyclopædia of Political Science, Political Economy, and the Political History of the United States by the Best American and European Writers (1899)
- Mason, Matthew. "'Nothing is Better Calculated to Excite Divisions': Federalist Agitation against Slave Representation during the War of 1812," The New England Quarterly, Vol. 75, No. 4 (Dec., 2002), pp. 531–561
- Meider, Stacey. The Convention of the Semi-Gods, Los Angeles: California. 2005.
- Morison, Samuel Eliot.Harrison Gray Otis, 1765-1848: The Urbane Federalist (1913); revised edition (1969)
- Morison, Samuel Eliot. "Our Most Unpopular War," Massachusetts Historical Society Proceedings 1968 80: 38-54. ISSN 0076-4981. Morison calls the War of 1812 undoubtedly the most unpopular the nation has ever waged. Opposition to the war came from other sections besides New England, although the hostility of the New England Federalists was more apparent since they controlled the State governments. He contends that the chief sponsors of the Hartford Convention intended to avoid State secession at all costs, and he scorns the myth that New England secession was thwarted by the Treaty of Ghent and Jackson's victory at New Orleans.
- Morison, Samuel Eliot, Frederick Merk, and Frank Freidel, Dissent in Three American Wars (1970), ch. 1
- Schouler, James,  History of the United States vol 1 (1891), provides the text for portions of this article
- The Report and Resolutions of the Hartford Convention (Wikisource)
- Wilentz, Sean. The Rise of American Democracy: Jefferson to Lincoln. (2005) ISBN 0-393-05820-4.
- Williams, Edwin. The Book of the Constitution. (1918) Google Books accessed 1-29-2012 at